# Călimănești, Vrancea
Călimănești este un sat ce aparține orașului Mărășești din județul Vrancea, Moldova, România.